# پنتو
| p · n | T | w | A51 |

| p · n | T | w | A51 |

پنتو (انگلیسی: Penthu)، «نگهدارنده و حامل مُهر پادشاه مصر سُفلی»، «یگانه همدم»، «مُلازم پروردگارِ مصر علیا و سفلی»، «محبوبِ پروردگار نیکی»، «کاتب پادشاه»، «فرمانبردار پادشاه»، «نخستین خادم و بندهٔ آتون» در درگاه او در عمارنه، رئیس پزشکان و پیشکار فرعون «آخناتون» بود و همین القاب به‌تنهایی نشان می‌دهد که چه جایگاه رفیع و قدرتمندی در دربار وی و در خلالِ دودمان هجدهم مصر داشته‌است.
او علاوه بر آنکه رئیس پزشکان «آخناتون» بود، احتمالاً دوران ناآرامی‌های حکمرانی وی را نیز پشت سر گذاشته و پس از مقام وزارتِ «توت‌عنخ‌آمون»، در دربارِ فرعون «آیی» نیز خدمت کرده‌است. البته لازم است ذکر شود که معلوم نیست که «پنتوی پزشک» و «پنتوی وزیر» لزوماً یک شخص باشند.
مقبرهٔ او در آرامگاه شمارهٔ ۵ در عمارنه واقع است؛ اما بقایای او هرگز به‌دست نیامده و به نظر می‌رسد هرگز در این قبر مدفون نشده است.